# Назарє
Назарє (словен. Nazarje) — поселення в общині Назарє, Савинський регіон, Словенія. Висота над рівнем моря: 386,6 м.